# Cüneyt Çakır
Cüneyt Çakır (født 23. november 1976 i Istanbul) er en tyrkisk fodbolddommer. Han har dømt internationalt under det internationale fodboldforbund FIFA siden 2006, hvor han er placeret i den europæiske dommergruppe. Sammen med dommerkollegaen Firat Aydinus, blev Cakir fra 2011 den første fuldtidsprofessionelle dommer i tyrkisk fodbold.
Çakır er blandt de udtagede dommere til EM 2012 i Polen og Ukraine
Ved siden af den aktive dommerkarriere arbejder Çakır som forsikringsagent.
Çakır er især kendt for sin dommerpræstation i kampen mellem Manchester United og Real Madrid i Champions league 2012/13, hvor han gav et rødt kort til Nani, hvilket medførte, at Manchester United ikke vandt kampen. Både Mourinho og Sir Alex Ferguson var således efter kampen ude og sige, at Çakır var den direkte årsag til kampens udfald, som Manchester united havde domineret.

## Karriere

### EM 2012
Çakır slutrunde-debuterede ved EM 2012 i Polen og Ukraine, hvor han har fik tildelt følgende kampe:
- Ukraine –  Sverige 2 - 1 (gruppespil)
- Portugal –  Spanien 0 - 0 (4 - 2) (semifinale)

Han dømte Champions League finalen mellem Barcelona og Juventus i 2015. Barcelona vandt 3-1 i Berlin.

## Kampe med danske hold
- Den 17. oktober 2007: Kvalifikation til EM 2008: Danmark – Letland 3-1.
- Den 9. september 2009: Kvalifikation til VM 2010: Albanien – Danmark 1-1